# Пахолок Василь Миколайович
Пахолок Василь Миколайович — кандидат політичних наук, доцент, доцент кафедри політології та публічного управління Волинського національного університету імені Лесі Українки.

## Загальні відомості
У 1997 р. закінчив загальноосвітню школу І–ІІІ ступенів № 12 м. Луцьк. У 1997—2003 рр. навчався на історичному факультеті (спеціальність «Політологія») Волинського державного університету імені Лесі Українки, який закінчив з відзнакою і отримав кваліфікацію «Політолог. Викладач». 1998—1999 р. — навчання у Вищому професійному училищі № 2 м. Луцька.

## Практична діяльність
У 2011 р. в Інституті держави і права імені В. М. Корецького захистив дисертацію «Особливості функціонування місцевого самоврядування в унітарній державі» на здобуття наукового ступеня кандидата політичних наук за спеціальністю 23.00.02 — політичні інститути та процеси. У 2013 р. присвоєно вчене звання доцента кафедри політології. З 2004 р. по даний час працюю у Волинському національному університеті імені Лесі Українки: 2004—2008 рр. — асистент кафедри теорії та історії політичної науки, 04.2008–09.2008 рр. — асистент кафедри політології, 2008—2011 рр. — старший викладач кафедри політології, з 2011 р. по 2014 р. — доцент кафедри політології, з 2014 р. по даний час — доцент кафедри політології та публічного управління. У 2004 р. стажувався в управлінні у справах сім'ї та молоді Волинської обласної державної адміністрації, у 2007 р. пройшов курс підвищення кваліфікації — викладання курсу «Основи демократії» у вищій школі, організований спільно Міністерством освіти і науки України, Інститутом вищої освіти АПН України та Канадсько-Українським проектом «Розбудова демократії». У рамках швейцарсько-української програми «Електронне врядування задля підзвітності влади та участі громади (EGAP)» пройшов довготермінове підвищення кваліфікації за програмою тематичного постійно діючого семінару «Школа електронного урядування» (2017 р.). 2008—2017 рр. — профспілковий організатор кафедри політології та державного управління СНУ імені Лесі Українки. Член національної спілки краєзнавців України. Співзасновник та член ГО «Платформа успішного партнерства» Член редколегії щорічного збірника наукових праць «Політологічні читання імені професора Богдана Яроша» (з 2012 р. по теперішній час), який видається за результатами конференцій, проведених кафедрою політології та державного управління. Виступав рецензентом дисертацій на здобуття наукового ступеня кандидата політичних наук за спеціальністю 23.00.02 — політичні інститути та процеси. Автор та співавтор понад 50 наукових та навчально-методичних публікацій.

## Коло наукових зацікавлень
місцеве самоврядування, політична свідомість та культура, гуманітарна безпека держави, проблеми краєзнавства.

## Публікації
1. Пахолок В. М. Вибори до рад в західному регіоні України в 2006: особливості перебігу та наслідки. Науковий вісник Ужгородського університету. Серія: Політологія. Соціологія. Філософія. 2008. Вип. 9. С. 133—138.
2. Пахолок В. М. До проблеми реформування місцевого самоврядування в Україні. Сучасна українська політика: політики і політологи про неї. 2009. Вип. 15. С. 365—374.
3. Пахолок В. М. Місцеве самоврядування у регіональних державах. Держава і право: збірник наукових праць. Юридичні і політичні науки. 2009. Вип. 46. С. 620—626.
4. Пахолок В. М. Місцеве самоврядування у централізованій унітарній державі (на прикладі Франції). Держава і право: збірник наукових праць. Юридичні і політичні науки. 2010. Вип. 47. С. 716—721.
5. Пахолок В. М. Еволюція унітарного устрою сучасної держави. Вісник Національної юридичної академії України ім. Ярослава Мудрого серія: Філософія, філософія права, політологія, соціологія. Харків, 2010. Вип. 5. С. 187—195.
6. Пахолок В. М. До питання становлення автономії в складі України. Науковий вісник Волинського національного університету імені Лесі Українки. Серія «Міжнародні відносини». 2012. № 20 (245). С. 107—112.
7. Пахолок В. М. Система місцевого самоврядування у контексті поділу влади. Панорама політологічних студій: науковий вісник Рівненського державного гуманітарного університету. 2012. Вип. 8. С. 181—187.
8. Пахолок В. М. Риси політичної культури сучасної української еліти в контексті теорії еліт В'ячеслава Липинського. Науковий вісник Волинського національного університету імені Лесі Українки. Серія «Міжнародні відносини». 2012. № 21 (246). С. 22–26.
9. Пахолок В. М. Особливості місцевого самоврядування в Автономній республіці Крим. Вісник Національного технічного університету України «Київський політехнічний інститут». Політологія. Соціологія. Право: зб. наук. праць. 2013. №. 1 (17). С. 54–58.
10. Пахолок В. М. Методологічні підходи до визначення поняття державного устрою. Панорама політологічних студій: науковий вісник Рівненського державного гуманітарного університету. 2012. Вип. 9. С. 19–26.
11. Пахолок В., Дудка О. Динаміка представництва духовенства у районних радах Волинської області ІІ–VI скликань.[1]Studia Politologica Ucraino-Polona. Вип. 5. Житомир-Київ-Краків: ФОП Євенок О. О., 2015. С. 163—168.
12. Пахолок В. Роль державних нагород у процесі формування вітчизняної політичної свідомості та культури[2]. Studia Politologica Ucraino-Polona. Житомир-Київ-Краків: ФОП Євенок О. О., 2017. Вип. 7. С. 245—253.
13. Пахолок В. Державні свята як чинник формування політичної культури та гуманітарної безпеки держави. Гілея: науковий вісник. 2018. Вип. 131. С. 414—418.
14. Пахолок В. М. Декомунізація топонімів у стратегії формування політичних цінностей та зміцнення гуманітарної безпеки України. Держава і право: Збірник наукових праць. Юридичні і політичні науки. 2020. Вип. 87. С. 233—244.
15. Пахолок В. М. Реформування місцевого самоврядування в Україні: потреби та можливості. Матеріали V Буковинської Міжнародної історико-краєзнавчої конференції. У 2 т. Т. 2. Всесвітня історія. Спеціальні історичні дисципліни. Політологія. Міжнародні відносини. Чернівці: Книги-ХХІ, 2006. С. 218—221.
16. Пахолок В. М. Елітизм В'ячеслава Липинського в контексті політико-трансформаційних процесів сучасної України. В'ячеслав Липинський в історії, теорії та практиці українського державотворення: матеріали міжн. наук. конференції, 26–27 квітня 2007 р. / уклад. А. Г. Шваб. Луцьк: Ред.-вид. відд. «Вежа» Волин. нац. ун-ту ім. Лесі Українки, 2007. С. 359—365.
17. Пахолок В. М. Виконавча влада та інститут президентства в Україні: взаємодія та принципи реформування. Актуальні проблеми українського державотворення: науковий збірник: матеріали регіональної наукової конференції, присвяченої 90-й річниці українських національно-визвольних змагань 1917—1921 рр. та 65-річчю утворення УПА. м. Луцьк 16–17 листопада 2007 р. Луцьк: РВВ ЛНТУ, 2008. С. 195—207.
18. Пахолок В. М. Особливості перерозподілу повноважень державних інституцій України. Децентралізація державного управління та розвиток місцевого самоврядування в контексті європейської практики: матеріали наук.-практ. конф. Тези доп. (2–3 жовтня 2008 р.) / відп. ред. В. Я. Малиновський. Луцьк: СПД Гадяк Ж. В., 2008. С. 30–32.
19. Пахолок В. М. Типологізація реформ місцевого самоврядування. Державне управління та самоврядування: тези X Міжнародного наукового конгресу, 26 березня 2010 р. Харків: Вид-во ХарРІНАДУ «Магістр», 2010. С. 80–81.
20. Пахолок В. М. Місцеві вибори як право людини і громадянина. Треті Конституційні читання: збірка тез наукових доповідей і повідомлень міжнародної наукової конференції молодих учених, аспірантів і студентів присвячена пам'яті академіка права Ю. М. Тодики / за заг. ред. проф. А. П. Гетьмана. Нац. юрид. акад. України. Харків: Права людини, 2010. С. 463—464.
21. Пахолок В. М. Особливості місцевого самоврядування Італії та Іспанії як типових регіоналізованих держав. Актуальні проблеми розвитку суспільства: історична спадщина, реалії та виклики ХХІ століття / Тринадцяті читання пам'яті В. Липинського: матеріали доповідей учасників VIII Міжнародної науково-практичної конференції (15 квітня 2010 р.) / відп. ред. О. П. Самойленко. Луцьк: ПрАТ «Волинська обласна друкарня», 2011. С. 135—138.
22. Пахолок В. М. Теоретичні підходи до реформування місцевого самоврядування. Актуальні проблеми державного управління на сучасному етапі державотворення: матеріали наук.-практ. конф. (27 жовтня 2011 р., м. Луцьк) / за наук. ред. Т. М. Литвиненко, В. Я. Малиновського. Луцьк: СПД Гадяк Жанна Володимирівна, 2011. С. 184—185.
23. Пахолок В. М. Православна церква в Україні і на Волині: динаміка розвитку та сучасний стан. Історія та сучасність Православ'я на Волині: матеріали ІІ науково-практичної конференції (Луцьк, 22–23 листопада 2011 р.). Волинська єпархія УПЦ, Волинська духовна семінарія, Видавничий відділ Волинської єпархії. Луцьк, 2012. С. 183—187.
24. Пахолок В. М. Конституційні гарантії права на вибори до органів місцевого самоврядування. Політологічні читання пам'яті професора Богдана Яроша: зб. наук. пр. Луцьк: ПВД «Твердиня», 2012. С. 75–76.
25. Пахолок В. М., Карпюк В. М. Знахідки артилерійських боєприпасів російської армії в 1812 році на Волині (за матеріалами знахідок в с. Липляни Ківерцівського району). Минуле і сучасне Волині та Полісся: Україна та Волинь у наполеонівських війнах: наук. збірник. Вип. 41: матеріали Міжнародної історико-краєзнавчої наукової конференції, присвяченої 200-річчю війни 1812 р. (11–12 травня 2012 р.) / упоряд. А. Силюк, О. Златогорський. Луцьк, 2012. С. 222—223.
26. Пахолок О. М. Поняття «державний устрій» у сучасній політичній науці. Другі політологічні читання імені професора Богдана Яроша: зб. наук. пр. / за заг. В. І. Бортнікова, Я. Б. Яроша. Луцьк: Вежа-Друк, 2013. С. 136—139.
27. Пахолок В. М., Даренко О. В. Сучасна політична еліта України. Другі політологічні читання імені професора Богдана Яроша: зб. наук. пр. / за заг. В. І. Бортнікова, Я. Б. Яроша. Луцьк: Вежа-Друк, 2013. С. 227—232.
28. Пахолок В. М., Карпюк М. В. «Русинське питання» в сучасній Україні. Другі політологічні читання імені професора Богдана Яроша: зб. наук. пр. / за заг. В. І. Бортнікова, Я. Б. Яроша. Луцьк: Вежа-Друк, 2013. С. 264—272.
29. Пахолок В. М., Ковалець О. В. Демократизація та її вплив на державотворчі процеси в Україні. Другі політологічні читання імені професора Богдана Яроша: зб. наук. пр. / за заг. В. І. Бортнікова, Я. Б. Яроша. Луцьк: Вежа-Друк, 2013. С. 278—281.
30. Пахолок В. М., Ровенець К. Ю. Демократія у сучасному світі: перспективи і тенденції розвитку. Другі політологічні читання імені професора Богдана Яроша: зб. наук. пр. / за заг. В. І. Бортнікова, Я. Б. Яроша. Луцьк: Вежа-Друк, 2013. С. 136—139.
31. Пахолок В. М. Політична топоніміка як механізм впливу на політичну свідомість. Політологічні читання імені професора Богдана Яроша: зб. наук. пр. / за заг. ред. В. І. Бортнікова, Я. Б. Яроша. Луцьк: Вежа-Друк , 2014. Вип. 3. С. 122—125.
32. Пахолок В. М., Шабатовський Б. В. Місцеве самоврядування в структурі сучасної політичної системи України. Політологічні читання імені професора Богдана Яроша: зб. наук. пр. / за заг. ред. В. І. Бортнікова, Я. Б. Яроша. Луцьк: Вежа-Друк , 2014. Вип. 3. С. 223—229.
33. Пахолок В. М. Особистий знак солдата російської армії періоду Першої світової війни (знайдений у с. Липляни). Минуле і сучасне Волині та Полісся. Перша світова війна на Волині та Волинському Поліссі. Науковий збірник. Випуск 58. Матеріали 58 Міжнародної наукової конференції, присвяченої 100-річчю подій Першої світової війни на Волині, смт. Маневичі, 5–6 липня 2016 року / упоряд. Г. Бондаренко, А. Силюк, П. Хомич. Луцьк, 2016. 261 с.
34. Пахолок В. М. Деструктивний вплив російської пропаганди на відносини між українцями та поляками. Сучасні українсько-польські відносини: погляд експертів: зб. аналітичних матеріалів / В. Бусленко, І. Валюшко, С. Гладишук та ін. ; за заг. ред. В. Бусленка. Луцьк: Вежа-Друк, 2016. С. 32–40.
35. Пахолок В. М. Особливості організації місцевого самоврядування у регіоналізованих державах. VI Всеукраїнські політологічні читання імені професора Богдана Яроша: зб. наук. пр. / за заг. ред. В. І. Бортнікова, Я. Б. Яроша. Луцьк: Вежа-Друк , 2017. С. 83–87.
36. Пахолок В. М. Участь представників духовенства у роботі органів регіонального самоврядування крізь призму наукового доробку В'ячеслава Липинського. Збірник матеріалів наукової конференції, присвяченої 135-й річниці від дня народження В'ячеслава Липинського / за ред. В. І. Бортнікова, В. В. Бусленка, А. Г. Шваба. Луцьк: Вежа-Друк, 2017. С. 163—172.
37. Пахолок В. М., Пахолок О. М. Партійна структуризація органів місцевого самоврядування на прикладі Любомльської районної ради 1990—2015 рр. Минуле і сучасне Волині та Полісся. Любомль та Любомльщина в українській та європейській історії. Науковий збірник. Випуск 63. Матеріали Міжнародної історико-краєзнавчої конференції, 24–25 жовтня 2017 року, м. Любомль / упоряд. Г. Бондаренко, О. Остапюк, А. Силюк. Луцьк, 2017. С. 442—444.
38. Охріменко Г., Матейчук Ю., Скляренко Н.. Пахолок В. М. Археологічні пам'ятки Полісся межиріччя Стиру та Горині. Минуле і сучасне Волині та Полісся. Камінь-Каширський район в історії України та Волині: наук. зб.: Вип. 64. Матеріали науково-практичної конференції, приуроченої до 70-річчя масової депортації волинян в 1947 р. і 75-річчя знищення єврейського населення у 1942 р. на Волині, 6 грудня 2017 р., м. Камінь-Каширський. / упоряд. Г. Бондаренко, Н. Пась, А. Силюк. Луцьк, 2017. С. 95–100.
39. Пахолок В. М. Сліди залізоробного виробництва у с. Липлянах поблизу Луцька. Старий Луцьк. Науково-інформаційний збірник. Вип. XIV. Доповіді та повідомлення наук. конф. «Любартівські читання» м. Луцьк, 25.05.2018 р. Луцьк: ПрАТ «Волинська обласна друкарня», 2018. С. 95–98.
40. Пахолок В. М. Місце державних свят у механізмі формування політичної культури. Політологічні читання імені професора Богдана Яроша: зб. наук. пр. / за заг. ред. В. І. Бортнікова, О. Б. Ярош, Я. Б. Яроша. Луцьк: Вежа-Друк, 2019. Вип. 8. С. 73–80.
41. Пахолок В. М. Використання залізничних рейок виробництва США у розбудові мережі військово-польових залізниць початку ХХ ст.
42. (за матеріалами знахідки у с. Липляни). Старий Луцьк. Науково-інформаційний збірник. Вип. XV. Доповіді та повідомлення наук. конф. «Любартівські читання» м. Луцьк, 24.05.2019 р. Луцьк: ПрАТ «Волинська обласна друкарня», 2019.
43. Пахолок В. М. Політична топоніміка у стратегії формування політичних цінностей. Актуальні проблеми розвитку природничих та гуманітарних наук: зб. матер. Міжнар. наук.практ. конф. (5 груд. 2019 р.) / відп. ред. Зінченко М. О., Л. Л. Макарук. — Луцьк, 2019. С. 299—301.
44. Пахолок В. М. Особливості становлення Автономної Республіки Крим (АРК) у складі України. Політологічні читання імені професора Богдана Яроша: зб. наук. пр.. / за аг. Ред.. В І. Бортнікова, О. Б. Ярош, Я. Б. Яроша. — Луцьк: Вежа-Друк, 2020. — Вип. 9. –284 с. С. 122—128.

## Навчально-методичні публікації
1. Політологія. Тестові завдання для самоконтролю: навч. посіб. Луцьк: Волин. нац. ун-т ім. Лесі Українки, 2010. 252 с. (у співавторстві).
2. Тестові завдання з фахових дисциплін для студентів напрямку підготовки «Політологія»: навч.-метод. посіб. Луцьк: Волин. нац. ун-т ім. Лесі Українки, 2012. 244 с. (у співавторстві).
3. Політологія: комплексний державний іспит з дисципліни: навч.-метод. посібник / [Бортніков В. І., Малиновський В. Я., Пахолок В. М. та ін.]; упоряд. В. М. Пахолок. Луцьк: Вежа-друк, 2013. 112 c.
4. Політологія: комплексний державний іспит з дисципліни: навч.-метод. посібник / [Бортніков В. І., Малиновський В. Я., Пахолок В. М. та ін.]; упоряд. В. І. Бортніков, В. М. Пахолок, С. О. Байрак. Луцьк: Вежа-друк, 2014. 2-ге вид. 140 c. С. 38–47.
5. Політологія: програма нормативної навчальної дисципліни підготовки бакалавра. Луцьк: Вежа-друк, 2014. 20 с. (у співавторстві);
6. Політологія: робоча програма нормативної навчальної дисципліни підготовки бакалавра. Луцьк: Вежа-друк, 2014. 32 с. (у співавторстві)
7. Пахолок В. Політична свідомість і культура Основи громадянського суспільства та політичних знань: навч. посіб. / В. І. Бортніков, О. Б. Ярош, С. О. Байрак та ін.; за заг. ред. В. І. Бортнікова. Луцьк: Вежа-Друк, 2020. С. 277—285.
8. Бортнікова А., Пахолок В. Місцеве самоврядування. Адміністративно-територіальна реформа і процеси децентралізації в Україні. Основи громадянського суспільства та політичних знань: навч. посіб. / В. І. Бортніков, О. Б. Ярош, С. О. Байрак та ін.; за заг. ред. В. І. Бортнікова. Луцьк: Вежа-Друк, 2020. С. 198—207.

1. ↑  Пахолок, Василь; Дудка, Ольга (2015). Динаміка представництва духовенства у районних радах Волинської області II–VI скликань. Studia Politologica Ucraino-Polona (укр.). Т. 5. с. 163—168. ISSN 2312-8933. Процитовано 15 листопада 2021.
2. ↑  Пахолок, Василь (30 жовтня 2017). Роль державних нагород у процесі формування вітчизняної політичної свідомості та культури. Studia politologica Ucraino-Polona (укр.). № 7. с. 245—253. ISSN 2312-8933. Процитовано 15 листопада 2021.